# Пам'ятники В'ячеславові Липинському
Людина, на честь якої названі ці об’єкти: Липинський В'ячеслав Казимирович
Пам'ятники В'ячеславові Липинському — монументальне увічнення видатного українського політичного діяча, історіософа, соціолога, публіциста, теоретика українського консерватизму В'ячеслава Липинського.
Серед наявних об'єктів відомі пам'ятники в рідному селі Затурці Локачинського району Волинської області (2002) та в Києві (2007), а також цілий ряд пам'ятних дощок, споруджених в Україні протягом 2002—2012 років.

## Географія розташування
| № | Місто | Фото | Архітектор   | Скульптор                   | Відкриття           |
| - | --- | ---- | ------------ | --------------------------- | ------------------- |
| 1 | Пам'ятник в с. Затурці |      | Янош Бідзілі | Ірина та Іван Дацюки        | 2002 рік            |
| 2 | м. Київ (МАУП) |      |              | Олесь Сидорук, Борис Крилов | 2007 рік            |
| 3 | Меморіальна дошка в Києві на будівлі інституту філології Київського національного університету імені Тараса Шевченка (бульвар Тараса Шевченка, 14), у якому він навчався з 1900 по 1902 рр. |      |              |                             | 5 травня 2002 року. |
| 4 | Меморіальна дошка в Житомирі на будівлі головного навчального корпусу ЖДУ ім. І. Франка (колишня Волинська чоловіча гімназія, де він навчався протягом 1893—1897)                           |      |              |                             | 25 травня 2007 року |
| 5 | Меморіальна дошка в м. Дубно, де в 1914—1915 роках перебував історик на стіні Костелу Святого Яна Непомуки по вул. князя Острозького, 18.                                                   |      |              |                             | 2012 рік            |
| 6 | Меморіальна дошка в м. Луцьк, колишній будинок В. Липинського, вул. Б. Хмельницького, 10 |      |              |                             |                     |
| 7 | Меморіальна дошка в с. Затурці на Волині, Затурцівська ЗОШ |      |              |                             |                     |
| 8 | Меморіальна дошка в с. Затурці, Затурцівський меморіальний музей В'ячеслава Липинського |      |              |                             | 2011 рік            |

## Наміри
Під час 34-ї сесії Волинської обласної ради 2 квітня 2015 року депутат облради Михайло Скопюк повідомив, що у селі Затурці Локачинського району хочуть встановити пам'ятник.
| Я звертаюся до голови Волинської облдержадміністрації Володимира Гунчика й начальника управління культури Валерія Дмитрука, аби вони посприяли та виділили кошти з обласного бюджету. Люди готові до співфінансування. Долучиться до цього й сільська та районна ради і місцеві підприємства. Прошу підтримати ініціативу людей. Зауважу, що у 2013 році на це було потрібно 90 тисяч гривень [3]. |